# Huntington (Oregon)
Huntington az Amerikai Egyesült Államok északnyugati részén, Oregon állam Baker megyéjében, a Snake-folyó, valamint az Interstate 80 és a 30-as út mentén, Idaho legnyugatibb pontjával szemben helyezkedik el. A 2010. évi népszámláláskor 440 lakosa volt. A város területe 1,94 km², melynek 100%-a szárazföld.
A városban található a Huntington High School, valamint a déli részen van a Farawell Bend Állami Pihenőhely.

## Történet
Henry Miller 1862 augusztusában telepedett le itt. 1870-ben megnyílt a postakocsi-állomás. 1884-ben az Oregon Railway and Navigation Company vasútvonala elérte a várost; a helyen települést 1885-ben/1886-ban alapítottak. Nemsokára fontos kereskedőpont lett: innen szállították a marhákat délre. Miller kocsmát nyitott, mely sokáig „Miller Station” néven volt ismert; az épület a telepesek által is használt útvonalon feküdt, így hamar ismertté vált. Az Oregon Geographic Names alapján Huntington nevét J. B. és J. M. Huntingtonról kapta: a testvérpár vásárolta meg 1882-ben a Miller tulajdonában lévő területeket.
A testvérpár kereskedőpontot tartott fenn. 1884-ben az Oregon Short Line Railroad és az Oregon Railroad and Navigation Company vonalai a településen találkoztak: a város fontos átszállóhely lett. Az építkezésekkel egy időben érkezett ide J.T. Fifer kereskedő; később a Huntingtonok felhagytak a különféle termékek árusításával. Később az Oregon Construction Company nyitott boltot, kovácsműhelyet, a Pacific Hotelt, több panziót és szalont.
1898-ban a Northwest Railroad Company a Snake-folyó mentén egy rövid vonal meghosszabbításába fogott; a vonal 1910-ben elérte Homesteadet. A járatnak köszönhetően fellendült a gyümölcsök, a szarvasmarha, a fa és az ércek kereskedelme az Eagle és Pine völgyek felé. A vonalat később a Brownlee-gát vize elöntötte. Az 1891-es szabályozás után az Oregon-ösvény Baker megyei szakaszán Huntington lett az egyetlen város.
Az ösvény részei ma is látszanak a 30-as út mentén Farewell Bend Állami Pihenőhelytől északra, Huntington felé indulva.
A telepesek tragédiáinak bizonyítékai ma is láthatók: a 30-as útról is észrevehető kis vaskereszt jelöli a helyet, ahol 1860-ban a Snake-folyó mentén élő soson indiánok több ideérkezőt is megöltek.
A századfordulón a települést a szalonok, kínai ópiumbarlangok és fegyverpárbajok miatt „bűnös város” néven kezdték emlegetni.
1912 és 1914 között Oswald West kormányzó Huntington és a közeli Copperfield rendbetételére szánta el magát.
1935-ben itt bukkant fel George Weyerhaeuser elrablása során az első váltságdíjat követelő irat.

## Éghajlat
| Hónap                                   | Jan.  | Feb.  | Már.  | Ápr.  | Máj.  | Jún. | Júl. | Aug. | Szep. | Okt.  | Nov.  | Dec.  | Év    |
| --------------------------------------- | ----- | ----- | ----- | ----- | ----- | ---- | ---- | ---- | ----- | ----- | ----- | ----- | ----- |
| Rekord max. hőmérséklet (°C)            | 21,0  | 20,0  | 28,0  | 34,0  | 40,0  | 42,0 | 45,0 | 46,0 | 41,0  | 34,0  | 27,0  | 22,0  | 46,0  |
| Átlagos max. hőmérséklet (°C)           | 2,7   | 6,7   | 12,9  | 18,5  | 23,7  | 28,5 | 34,6 | 33,6 | 27,2  | 19,5  | 9,9   | 3,8   | 18,5  |
| Átlaghőmérséklet (°C)                   | −2,1  | 1,4   | 6,4   | 11,1  | 16,1  | 20,7 | 26,2 | 25,0 | 18,7  | 11,5  | 3,8   | −0,9  | 11,6  |
| Átlagos min. hőmérséklet (°C)           | −6,7  | −3,9  | −0,1  | 3,7   | 8,4   | 12,9 | 17,8 | 16,4 | 10,1  | 2,6   | −2,1  | −5,6  | 4,5   |
| Rekord min. hőmérséklet (°C)            | −28,0 | −28,0 | −15,0 | −11,0 | −12,0 | −2,0 | 4,0  | −1,0 | −3,0  | −10,0 | −22,0 | −27,0 | −28,0 |
| Átl. csapadékmennyiség (mm)             | 44    | 27    | 39    | 22    | 25    | 22   | 9    | 10   | 11    | 18    | 37    | 46    | 310   |
| Forrás: Western Regional Climate Center |       |       |       |       |       |      |      |      |       |       |       |       |       |

## Népesség

### 2010
A 2010-es népszámláláskor a városnak 440 lakója, 211 háztartása és 112 családja volt. A népsűrűség 226,8 fő/km2. A lakóegységek száma 272, sűrűségük 140,2 db/km2. A lakosok 92,3%-a fehér, 0,2%-a afroamerikai, 3,9%-a indián, 0,7%-a ázsiai,  0,5%-a egyéb, 2,5%-a pedig kettő vagy több etnikumú. A spanyol vagy latino származásúak aránya 1,8% (1,6% mexikói,   0,2% egyéb spanyol vagy latino származású.)
A háztartások 16,6%-ában élt 18 évnél fiatalabb. 42,2% házas, 5,2% egyedülálló nő, 5,7% egyedülálló férfi, 46,9% pedig nem család. 38,9% egyedül élt; 17,1%-uk 65 éves vagy idősebb. Egy háztartásban átlagosan 2,09 személy élt; a családok átlagmérete 2,78 fő.
A medián életkor 54 év volt. A város lakóinak 16,6%-a 18 évesnél fiatalabb, 6,2% 18 és 24 év közötti, 16%-uk 25 és 44 év közötti, 30,7%-uk 45 és 64 év közötti, 30,7%-uk pedig 65 éves vagy idősebb. A lakosok 51,8%-a férfi, 48,2%-a pedig nő.

### 2000
A 2000-es népszámláláskor  a városnak 515 lakója, 232 háztartása és 150 családja volt. A népsűrűség 265,5 fő/km2. A lakóegységek száma 301, sűrűségük 155,2 db/km2. A lakosok 97,67%-a fehér, 0,39%-a afroamerikai, 0,97%-a indián,    0,97%-a pedig kettő vagy több etnikumú. A spanyol vagy latino származásúak aránya 2,14% (1,9% mexikói,  0,2% kubai, )
A háztartások 21,1%-ában élt 18 évnél fiatalabb. 53,9% házas, 6,9% egyedülálló nő; 35,3% pedig nem család. 31,5% egyedül élt; 10,8%-uk 65 éves vagy idősebb. Egy háztartásban átlagosan 2,22 személy élt; a családok átlagmérete 2,73 fő.
A város lakóinak 22,3%-a 18 évesnél fiatalabb, 5,4% 18 és 24 év közötti, 21,6%-uk 25 és 44 év közötti, 27,2%-uk 45 és 64 év közötti, 23,5%-uk pedig 65 éves vagy idősebb. A medián életkor 46 év volt. Minden 100 nőre 113,7 férfi jut; a 18 évnél idősebb nőknél ez az arány 105,1.
A háztartások medián bevétele 25 132 amerikai dollár, ez az érték családoknál $30 781. A férfiak medián keresete $27 500, míg a nőké $22 083. A város egy főre jutó bevétele (PCI) $13 396. A családok 10,7%-a, a teljes népesség 17,7%-a élt létminimum alatt; a 18 év alattiaknál ez a szám 30,8%, a 65 évnél idősebbeknél pedig 9,8%.

## Fordítás
Ez a szócikk részben vagy egészben  a   Huntington, Oregon című angol Wikipédia-szócikk ezen változatának fordításán alapul.  Az eredeti cikk szerkesztőit annak laptörténete sorolja fel. Ez a jelzés csupán a megfogalmazás eredetét és a szerzői jogokat jelzi, nem szolgál a cikkben szereplő információk forrásmegjelöléseként.